# Masters de París 1987
El Abierto de París 1987 fue un torneo de tenis jugado sobre moqueta. Fue la edición número 16 de este torneo. Se celebró entre el 2 de noviembre y el 9 de noviembre de 1987. 

## Campeones

### Individuales masculinos
Tim Mayotte vence a  Brad Gilbert 2–6, 6–3, 7–5, 6–7, 6–3.

### Dobles masculinos
Jakob Hlasek /  Claudio Mezzadri vencen a  Scott Davis /  David Pate, 7–6, 6–2.
| Predecesor: París 1986 | Masters de París 1987 | Sucesor: París 1988 |